# Искендеров, Фамиль Искендер оглы
Фамиль Искендер оглы Искендеров (азерб. Famil İsgəndər oğlu İsgəndərov; 15 мая 1975, Баку — 17 марта 1995, Баку) — военнослужащий Вооружённых сил Азербайджана. Национальный герой Азербайджана (1995).

## Биография
Родился 15 мая 1975 года в г. Баку, Азербайджанской ССР. В 1991 году завершил обучение в средней школе № 157 Бинагадинского района города Баку. После окончания средней школы на протяжении шести месяцев работал на судоремонтном заводе. В 1993 году Бинагадинским районным военным комиссариатом был призван в ряды Национальной армии. После полугодового обучения в воинской части в Гусарском районе его направили к месту боевых действий в Нагорный Карабах. Фамиль Искендеров участвовал в кровопролитных боях в Агдамском и Тертерском районах Республики Азербайджан. Во время отступления из Муровдага получил ранение в ногу. Проходил лечение в госпитале, после излечения вновь вернулся в расположение воинской части №776.
13 - 17 марта 1995 года принимал участие в подавлении и нейтрализации незаконных формирований, бывших членов отряда полиции особого назначения, действующих с целью государственного переворота в Азербайджанской Республике. В ходе противостояния с мятежниками в городе Баку 17 марта спасая своего боевого товарища получил смертельные ранения в голову, в результате которых погиб.
Женат не был.

## Память
Указом Президента Азербайджанской Республики № 307 от 4 апреля 1995 года Фамилю Искендер оглы Искендерову было присвоено звание Национального героя Азербайджана (посмертно).
Похоронен в городе Баку на Аллее Шехидов.
Именем Национального героя Азербайджана названа средняя школа № 157 города Баку, в которой он учился. Возле здания школы установлен бюст Фамилю Искендерову. На доме, где он проживал, установлена мемориальная доска.
Средняя школа в селе Уллугатаг Сулейман-Стальского района Республики Дагестан носит имя Фамиля Искендерова.